# Dérivé réactif de l'oxygène
Pour les articles homonymes, voir DRO, ERO et ROS.
 (février 2011).
 (juin 2017).
Si vous disposez d'ouvrages ou d'articles de référence ou si vous connaissez des sites web de qualité traitant du thème abordé ici, merci de compléter l'article en donnant les références utiles à sa vérifiabilité et en les liant à la section « Notes et références ».
Les dérivés réactifs de l'oxygène (DRO) ou espèces réactives de l'oxygène (ERO), en anglais : reactive oxygen species ou ROS, sont des espèces chimiques oxygénées telles que des radicaux libres, des ions oxygénés et des peroxydes, rendus chimiquement très réactifs par la présence d'électrons de valence non appariés. Il peut s'agir par exemple de l'anion superoxyde O2−, de l'oxygène singulet O2•, du peroxyde d'hydrogène H2O2, ou encore de l'ozone O3 .
Les dérivés réactifs de l'oxygène sont impliqués dans de nombreux aspects de la réponse immunitaire aux agents pathogènes, principalement liés à l’immunité innée:  Ils sont nécessaires à l’activation de l’inflammasome, qui est essentielle au processus inflammatoire. Ils sont également essentielles à la destruction des agents pathogènes par les cellules phagocytaires.
Ils peuvent également servir de molécules signal dans la communication entre cellules, notamment pendant le processus de développement embryonnaire ou de régénération.
Les DRO peuvent être d'origine exogène — produits par des rayonnements ionisants par exemple — ou bien endogène, apparaissant comme sous-produits du métabolisme normal de l'oxygène et jouant alors un rôle important dans la communication entre les cellules. Leur concentration peut cependant croître significativement en période de stress — sous l'effet de la chaleur ou de l'exposition aux ultraviolets par exemple, notamment dans le contexte du dérèglement climatique — et endommager les structures cellulaires, ce qu'on appelle le stress oxydant.

## Dommages cellulaires causés par les dérivés réactifs de l'oxygène
Les cellules sont normalement capables de se défendre contre les dommages causés par les DRO à l'aide d'enzymes de type superoxyde dismutase, catalase, lactoperoxydase, glutathion peroxydase et peroxyrédoxine. De petites molécules antioxydantes telles que l'acide ascorbique (vitamine C), les tocophérols (vitamines E), l'acide urique et le glutathion jouent également un rôle très important comme antioxydants cellulaires. Les antioxydants polyphénoliques interviennent également dans l'élimination des radicaux libres. Le milieu extracellulaire semble en revanche moins armé contre les DRO, l'antioxydant plasmatique principal semblant être l'acide urique.
Les DRO sont des espèces chimiques à très forte réactivité capables d'oxyder les protéines, l'ADN et les membranes des cellules (attaque des lipides constitutifs par peroxydation lipidique) : c'est l'une des théories actuelles du vieillissement (sénescence).

## Réparation stimulée par les dérivés réactifs de l'oxygène
Si de grandes quantités de DRO peuvent entrainer le vieillissement, de très petites quantités de dérivés réactifs de l'oxygène stimulent la régénération dentaire.

## Physiologie
La production des DRO est un phénomène physiologique naturel lié à la vie aérobie.

## Pathologie
Les DRO peuvent alors s'attaquer aux composés vitaux des cellules.
Les DRO peuvent s'attaquer à l'ADN en perturbant sa réplication, entraînant des mutations et des cancers. Elles peuvent aussi s'attaquer aux membranes cellulaires (peroxydation lipidique) et aux protéines.
Au niveau cellulaire, les conséquences sont la mort cellulaire par apoptose ou nécrose.
Au niveau tissulaire, l'action des DRO peut mener par exemple au durcissement des artères et à des problèmes cardio-vasculaires, à la détérioration du collagène et donc à la rigidité des tissus.

## Vieillissement
L'action des DRO est une des causes du vieillissement. Il est donc proposé que des médicaments réduisant la concentration in vivo ( « au sein du vivant ») des DRO pourraient prolonger l'espérance de vie.[réf. nécessaire]

## Défense contre les DRO

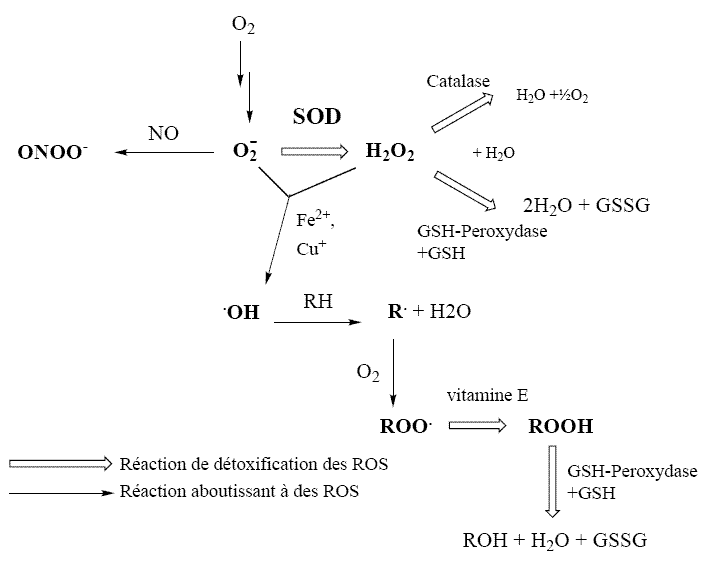
Les espèces réactives oxygénées (abréviation anglaise : ROS) et leur système de détoxification (version simplifiée). SOD : superoxyde dismutase, GSH-peroxydase : glutathion peroxydase.

L'organisme possède un certain nombre de moyens de défenses contre les DRO. Ils mettent en jeu des enzymes comme les superoxyde dismutases, les catalases, la glutathion peroxydase et la glutathion réductase. Lorsque ce système de détoxification est submergé, l'organisme est dans une situation de stress oxydant. 
D'autres antioxydants (espèces chimiques empêchant les réactions d'oxydation dommageables causées par les DRO) sont des petites molécules telles que les vitamines E et C, les caroténoïdes, certains polyphénols, des huiles essentielles, la carnosine.

## Stress oxydant
La formation de radicaux libres dans l'organisme est constante et indissociable de la vie dans une atmosphère oxydante, mais les excès dépendent de facteurs extérieurs tels que le stress, la fatigue et l'exercice physique intensif, la consommation de tabac, d'alcool, les pollutions atmosphérique, ou encore par des rayons ionisants, tels que les rayons X.
Certaines maladies génétiques causent une surproduction de DRO ou une efficacité réduite du système de défense. Une surproduction de DRO a été observée lors des maladies d'Alzheimer et de Parkinson.
Les DRO peuvent participer au rejet des greffons lors des transplantations d'organes.